# Bolostromus suspectus
Bolostromus suspectus là một loài nhện trong họ Cyrtaucheniidae. Loài này phân bố ờ Oeganda.